# レプトケファルス

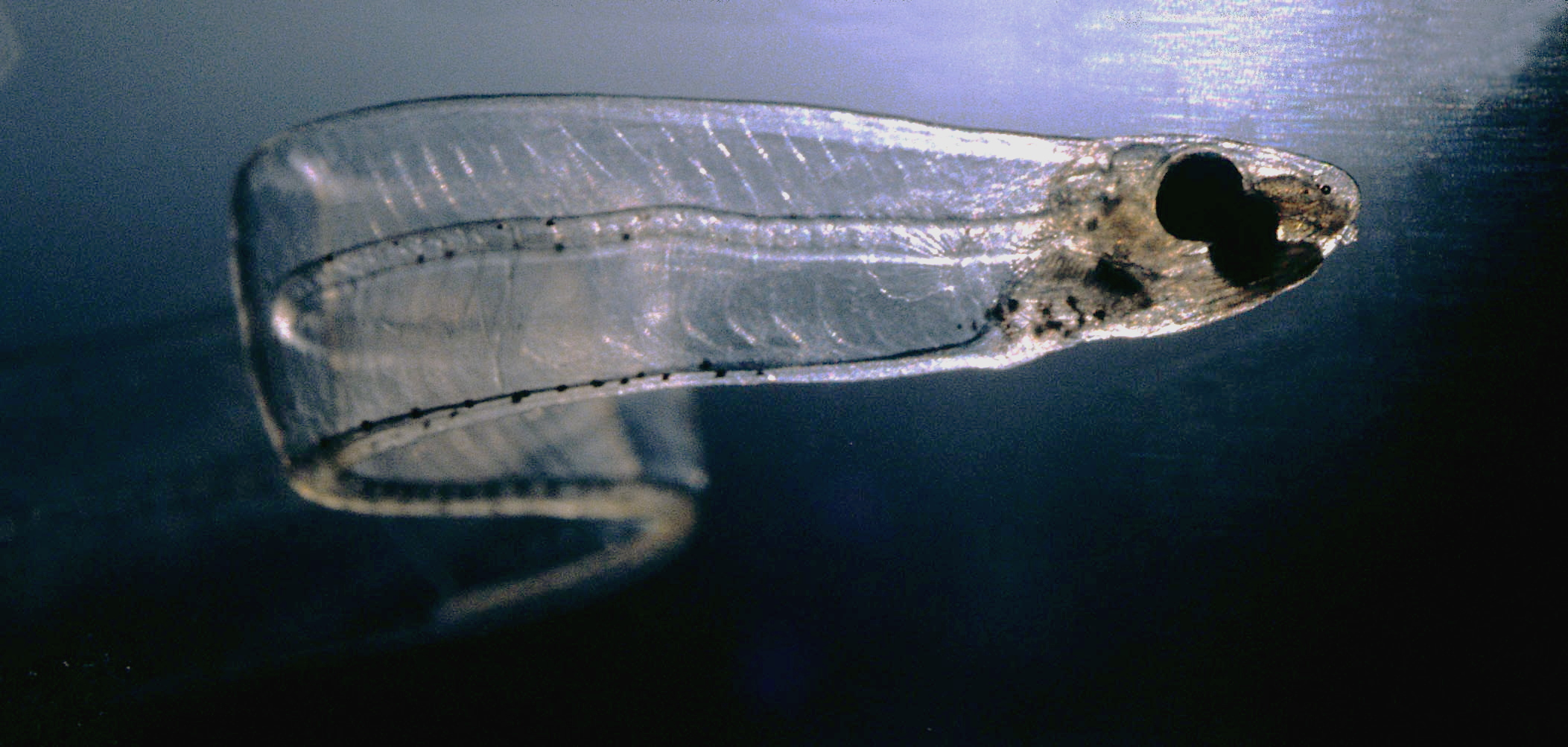
レプトケファルス

レプトケファルス（羅: Leptocephalus、「レプトセファルス」とも）は、カライワシ上目（ウナギ目、フウセンウナギ目、カライワシ目、ソトイワシ目）の魚類に見られる、平たく細長く透明な幼生である。大きさは、5センチメートル前後かそれ以下から、1メートルを超える場合もある。ウナギやアナゴ、ハモなどのウナギ目のものが有名であり、ウナギは成長後にはレプトケファルス期の約18倍、アナゴは約30倍もの大きさになる。

## 概要
Leptocephalusの語源はラテン語で Lepto (小さい）＋ cephalus（頭）、つまり「小さい頭」という意味である。
ウナギの場合、孵化した仔魚は、レプトケファルスに成長し、さらに変態してシラスウナギと呼ばれる稚魚に成長し、河川などの淡水に上って成魚になる。変態時にゼラチン質の体が脱水収縮して体組織の濃縮が起こるので、変態の前後で体は小さくなる。
食性は、謎に包まれていた。多くの魚類では口の奥に向いている歯が、レプトケファルスでは前方に向いており、様々な動物プランクトンを与えてもほとんど捕食しないので、食性が分からなかった。その後、海で採集したレプトケファルスの胃の中からオタマボヤ類が植物プランクトンを採食するために分泌する、ゼラチン質の使い捨て式フィルターである包巣の残骸が見つかった。これをきっかけに、オタマボヤ類の廃棄された包巣などに由来するマリンスノーを摂食していることが判明し、それを模した人工飼料で飼育できることも明らかになった。ハモのレプトケファルスではエビのすり身、ウナギのレプトケファルスではサメの卵黄を原料とした人工飼料による餌付けが成功している。
近年の研究により、レプトケファルスは主にクラゲ類をはじめとするゲル状動物プランクトンを摂食することが、DNAバーコーディング解析で示されている。研究船ダナ号による調査では、レプトケファルスは夜間に水温躍層付近（主に100メートル未満）に留まり、日中は水深300メートル付近まで垂直移動しながら海流を利用した長距離輸送を行う可能性が示唆されている。

### 消化管の組織学的特徴
野外採取されたヨーロッパウナギのレプトケファルス幼生は、筋質の食道と、刷子縁を持つ吸収上皮を備えた消化管を有することが組織学的解析で示されている。

### 人工飼育の成功例
ニホンウナギのレプトケファルス幼生は、イタチザメ卵黄を主体としたスラリー状飼料で100日以上飼育され、最終的に22.8 mmに成長した。

## のれそれ
マアナゴのレプトケファルスは、高知県などでのれそれと呼ばれ、食用にされる。生きたまま土佐酢、三杯酢などにくぐらせて、踊り食いにされることが多い。大阪などの消費地でものれそれと呼ばれることが多いが、兵庫県淡路島では洟垂れ（はなたれ）、岡山県では「ベラタ」と呼ばれている。

## 巨大なレプトケファルス
1928年から1930年にかけてデンマークの調査船ダナ号による海洋調査が行われ、1930年1月31日にセント・ヘレナ島付近で1.8メートルという非常に大きなレプトケファルスが捕獲されて大きな反響を呼んだ。それまで知られていたウナギ類のレプトケファルスは成長後には数十倍の大きさになるので、この巨大なレプトケファルスが成体になった場合には体長が数十メートルにもなると予想され、「伝説のシーサーペント（大海蛇）の正体がこれで判明した」と報じる新聞もあった。その後も巨大なレプトケファルスの標本はたびたび採取されたが、成体の姿は謎のままだった。
事態が進展したのは最初の発見からおよそ30年後のことだった。1960年代半ばになって、偶然にも変態途中の巨大レプトケファルスが採取された。その身体の特徴は、この幼生がソコギス亜目魚類の仔魚である可能性を強く示唆していた。あらためて詳細な調査と研究が行われた結果、次の事実が判明した。
- ソコギス亜目魚類もレプトケファルス期を経て成長する。
- したがって、ウナギ目とソコギス亜目には近い類縁関係が認められる。
- ウナギ類はレプトケファルス幼体からの変態後に大きく成長するが、ソコギス類はレプトケファルス期に成体サイズまでの成長を遂げ、変態後はほとんど成長しない。

それまで見つかった巨大レプトケファルスの標本も、再調査の結果ソコギス亜目魚類の幼体であることが明らかになり、シーサーペントは再び伝説上の存在となった。その後、同じくレプトケファルス期をもつことが分かったカライワシ類などとともに、これらの仲間はレプトケファルス期をもつことを共通形質とするカライワシ上目という分類群にまとめられた。